# Kruisproduct
Het kruisproduct, vectorproduct, vectorieel product, uitwendig product of uitproduct, niet te verwarren met het Engelse 'outer product', dat een tensorproduct is, van twee vectoren in drie dimensies is een vector die loodrecht staat op beide vectoren, en waarvan de grootte gelijk is aan het product van de groottes van de beide vectoren en de sinus van de hoek tussen de twee vectoren. De richting van het kruisproduct wordt vastgelegd door de kurkentrekker- of de rechterhandregel.  In tegenstelling tot het inwendig product, is het kruisproduct geen scalair, maar een vector.

## Definitie

Kruisproduct van vectoren en. De vector staat loodrecht op en en wijst de beweging aan van een kurkentrekker die van naar gedraaid wordt.

Het kruisproduct {\displaystyle \mathbf {a} \times \mathbf {b} } van de vectoren {\displaystyle \mathbf {a} } en {\displaystyle \mathbf {b} } in een driedimensionale ruimte wordt gedefinieerd door de volgende drie regels:
1. {\displaystyle \mathbf {a} \times \mathbf {b} } staat loodrecht op {\displaystyle \mathbf {a} } en {\displaystyle \mathbf {b} }
2. {\displaystyle \mathbf {a} }, {\displaystyle \mathbf {b} } en {\displaystyle \mathbf {a} \times \mathbf {b} } vormen een rechtshandig assenstelsel
3. {\displaystyle \|\mathbf {a} \times \mathbf {b} \|=\|\mathbf {a} \|\;\|\mathbf {b} \|\sin(\theta )}, de grootte van {\displaystyle \mathbf {a} \times \mathbf {b} }, waarin {\displaystyle \theta } de hoek tussen {\displaystyle \mathbf {a} } en {\displaystyle \mathbf {b} } is.

Regels een en twee houden in dat de richting van het kruisproduct bepaald wordt door de kurkentrekkerregel op de vectoren {\displaystyle \mathbf {a} } en  {\displaystyle \mathbf {b} } toe te passen. Tegenwoordig spreekt men ook wel van de rechterhandregel. Regel drie legt de grootte van het kruisproduct vast als gelijk aan de oppervlakte van het parallellogram met de vectoren {\displaystyle \mathbf {a} } en {\displaystyle \mathbf {b} } als zijden.
De formule voor het kruisproduct van {\displaystyle \mathbf {a} =(a_{x},a_{y},a_{z})} en {\displaystyle \mathbf {b} =(b_{x},b_{y},b_{z})} uitgedrukt in de coördinaten van {\displaystyle \mathbf {a} } en {\displaystyle \mathbf {b} } luidt:
{\displaystyle \mathbf {a} \times \mathbf {b} =(a_{y}b_{z}-a_{z}b_{y},a_{z}b_{x}-a_{x}b_{z},a_{x}b_{y}-a_{y}b_{x})}.
Om deze formule te onthouden, schrijft men deze wel in de vorm van de onderstaande determinant, waarin {\displaystyle \mathbf {e} _{x}}, {\displaystyle \mathbf {e} _{y}} en {\displaystyle \mathbf {e} _{z}} de eenheidsvectoren langs respectievelijk de {\displaystyle x}-, {\displaystyle y}- en {\displaystyle z}-as voorstellen.
{\displaystyle {\begin{array}{rccl}\mathbf {a} \times \mathbf {b} &=&(a_{x},a_{y},a_{z})\times (b_{x},b_{y},b_{z})&\\&=&{\begin{vmatrix}\mathbf {e} _{x}&\mathbf {e} _{y}&\mathbf {e} _{z}\\a_{x}&a_{y}&a_{z}\\b_{x}&b_{y}&b_{z}\\\end{vmatrix}}&=(a_{y}b_{z}-b_{y}a_{z})\mathbf {e} _{x}-(a_{x}b_{z}-b_{x}a_{z})\mathbf {e} _{y}+(a_{x}b_{y}-b_{x}a_{y})\mathbf {e} _{z}\\\\&=&{\begin{pmatrix}a_{y}b_{z}-a_{z}b_{y}\\a_{z}b_{x}-a_{x}b_{z}\\a_{x}b_{y}-a_{y}b_{x}\\\end{pmatrix}}&=(a_{y}b_{z}-a_{z}b_{y},a_{z}b_{x}-a_{x}b_{z},a_{x}b_{y}-a_{y}b_{x})\end{array}}}
De determinantformule geeft ook een betekenis aan het kruisproduct in de driedimensionale coördinatenruimte over een willekeurige commutatieve ring {\displaystyle R}, dus niet alleen over de reële getallen, en het is op deze manier mogelijk het kruisproduct voor meer dimensies te definiëren.

## Eigenschappen

### Meetkundig
- De grootte {\displaystyle \|\mathbf {a} \times \mathbf {b} \|} van de vector {\displaystyle \mathbf {a} \times \mathbf {b} }, is gelijk aan de oppervlakte van het parallellogram met zijden {\displaystyle \mathbf {a} } en {\displaystyle \mathbf {b} }.
- Als {\displaystyle \mathbf {a} } en {\displaystyle \mathbf {b} } evenwijdig zijn, is het kruisproduct {\displaystyle \mathbf {a} \times \mathbf {b} =\mathbf {0} }. Omgekeerd volgt uit {\displaystyle \mathbf {a} \times \mathbf {b} =\mathbf {0} }, dat {\displaystyle \mathbf {a} } en {\displaystyle \mathbf {b} } evenwijdig zijn of dat ten minste een van de twee {\displaystyle \mathbf {a} } of {\displaystyle \mathbf {b} } de nulvector is.
- Zijn {\displaystyle \mathbf {a} } en {\displaystyle \mathbf {b} } een paar niet evenwijdige richtingsvectoren van een vlak {\displaystyle \alpha \leftrightarrow ux+vy+wz+t=0}, dan is {\displaystyle \mathbf {n} (u,v,w)} een veelvoud van {\displaystyle \mathbf {a} \times \mathbf {b} }.

### Algebraïsch
- {\displaystyle \mathbf {a} \times \mathbf {a} =\mathbf {0} },
- {\displaystyle \mathbf {a} \times \mathbf {b} =-\mathbf {b} \times \mathbf {a} },
- De identiteit van Jacobi:

{\displaystyle \mathbf {a} \times (\mathbf {b} \times \mathbf {c} )+\mathbf {b} \times (\mathbf {c} \times \mathbf {a} )+\mathbf {c} \times (\mathbf {a} \times \mathbf {b} )=\mathbf {0} }
- Formule van Lagrange: De volgende eigenschap wordt vaak gebruikt:

{\displaystyle \mathbf {a} \times (\mathbf {b} \times \mathbf {c} )=(\mathbf {a} \cdot \mathbf {c} )\;\mathbf {b} -(\mathbf {a} \cdot \mathbf {b} )\;\mathbf {c} }
De identiteit van Jacobi kan er ook mee gecontroleerd worden.
- De volgende vergelijking is ook van Lagrange:

{\displaystyle |\mathbf {a} \times \mathbf {b} |^{2}+|\mathbf {a} \cdot \mathbf {b} |^{2}=|\mathbf {a} |^{2}|\mathbf {b} |^{2}}
die weinig meer inhoudt dan dat de som van de kwadraten van sinus en cosinus gelijk is aan één.
De tweede eigenschap volgt uit de toepassing van de eerste eigenschap op {\displaystyle (\mathbf {a} +\mathbf {b} )\times (\mathbf {a} +\mathbf {b} )}. De eerste eigenschap volgt ook onmiddellijk uit de tweede op voorwaarde dat {\displaystyle 1+1\neq 0}, dat wil zeggen dat de karakteristiek van de ring {\displaystyle R} verschillend is van 2.
De eerste en de derde eigenschap samen betekenen dat, voor een willekeurig lichaam, in België: veld, {\displaystyle K} met willekeurige karakteristiek, de ruimte {\displaystyle K^{3}} met het kruisproduct een lie-algebra vormt.

## Gebruik
Het kruisproduct wordt in de wiskunde vaak gebruikt om met behulp van twee gegeven vectoren een vector te bepalen die loodrecht op de twee eerste staat, onder andere om een normaalvector mee te bepalen.
In de mechanica wordt een kruisproduct gebruikt om een moment ten opzichte van een punt uit te rekenen:
{\displaystyle {\vec {M}}={\vec {r}}\times {\vec {F}}}, met {\displaystyle {\vec {M}}} het moment, {\displaystyle {\vec {F}}} de kracht, en {\displaystyle {\vec {r}}} de plaatsvector.

## Niet-tensorieel karakter
Het kruisproduct in {\displaystyle \mathbb {R} ^{3}} blijft bewaard onder een isometrische lineaire transformatie, 'op het teken na': oriëntatiebehoudende isometrieën, de rotaties, behouden het kruisproduct, oriëntatie-omkerende isometrieën, rotatie-inversies, bijvoorbeeld spiegelingen, veranderen het kruisproduct van twee vectoren in zijn tegengestelde.
In de tensoralgebra drukt men dit uit door te zeggen dat het kruisproduct van twee vectoren een pseudovector is.

## Websites
- MathWorld. Cross Product.